# Nabil Ammar
Pour les articles homonymes, voir Ammar.
Nabil Ammar (arabe : نبيل عمار), né le 7 septembre 1965 à Tunis, est un diplomate et homme politique tunisien.
Il est ministre des Affaires étrangères, de la Migration et des Tunisiens à l’étranger de février 2023 à août 2024 et depuis mars 2025 ambassadeur et représentant permanent de la Tunisie auprès de l'Organisation des Nations unies à New York.

## Biographie
Fils d'Abdelhamid Ammar, cadre au Parti socialiste destourien, directeur au ministère de la Jeunesse et des Sports et ambassadeur, il est le frère du haut fonctionnaire Habib Ammar et du banquier Khalil Ammar. Nabil Ammar est diplômé en économie et gestion de l'université Panthéon-Sorbonne, de l'École nationale d'administration de Tunis et de l'Institut de défense nationale.
En 1991, il entre au ministère des Affaires étrangères puis travaille pour le ministère de la Coopération internationale et des Investissements étrangers de 1992 à 1995. En 1998, il devient ministre plénipotentiaire à l'ambassade de Tunisie en Autriche et représentant permanent adjoint de la Tunisie auprès des Nations unies à Vienne.
Revenu à Tunis en 2000, il assume différentes responsabilités au ministère, avant de devenir ministre plénipotentiaire à l'ambassade de Tunisie en Italie et représentant permanent adjoint auprès de l'Organisation des Nations unies pour l'alimentation et l'agriculture. Après deux ans, il devient chargé d'affaires, chef de la mission de Tunisie en Norvège, puis conseiller du ministre en 2011. Il reste au ministère jusqu'en décembre 2012 et sa nomination en qualité d'ambassadeur au Royaume-Uni. Durant son mandat, qui s'achève en 2017, il fait face à la crise de l'attentat de Sousse qui coûte la vie à 30 touristes britanniques en 2015. La même année, il se fait remarquer en félicitant le quartet du dialogue national, lauréats du prix Nobel de la paix sur le plateau de CNN.
En 2019, il intègre la direction générale pour l'Union européenne du ministère des Affaires étrangères.
Juste avant son entrée en fonction en tant que ministre, il officie comme ambassadeur de Tunisie auprès de l'Union européenne et de la Belgique à Bruxelles.
Le 25 mars 2025, il est nommé ambassadeur et représentant permanent auprès de l'Organisation des Nations unies à New York.
Il est marié et père de deux filles.